# Hypodesis
Hypodesis is een geslacht van kevers uit de familie  
kniptorren (Elateridae).
Het geslacht is voor het eerst wetenschappelijk beschreven in 1834 door Latreille.

## Soorten
Het geslacht omvat de volgende soorten:
- Hypodesis aureipilis Champion, 1896
- Hypodesis auricoma Champion, 1896
- Hypodesis chrysomalla Candèze, 1863
- Hypodesis cribricollis Candèze, 1863
- Hypodesis penicillata Candèze, 1863
- Hypodesis punctata Candèze, 1863
- Hypodesis sericea Latreille, 1834
- Hypodesis viridipennis Champion, 1896
- Hypodesis vittata Candèze, 1863